# Fodor Pál (történész)
Fodor Pál (Aszófő, 1955. február 3. –) Széchenyi-díjas magyar turkológus, történész. 2023-tól a Magyar Történelmi Társulat elnöke.

## Élete
2007-ben szerezte meg az MTA doktora címet. 1992 óta az MTA Történettudományi Intézet (2012-től: MTA BTK Történettudományi Intézet) kutatója, 2012-től az MTA Bölcsészettudományi Kutatóközpont főigazgatója és az MTA BTK Történettudományi Intézet igazgatója. Szakterülete az Oszmán Birodalom 14–17. századi története, ezen belül különösen az oszmán állam kialakulása, társadalmi és katonai szervezete, az oszmán politikai gondolkodás és államideológia, továbbá a magyarországi török hódítás és berendezkedés.
1979 óta jelennek meg a turkológia és a történettudomány rangos hazai és nemzetközi folyóirataiban és gyűjteményes köteteiben publikációi, amelyek száma meghaladja a 200-at (köztük 8 önálló kötet). Munkásságát a filológiai és történeti kérdések egyidejű vizsgálata és ennek következtében az interdiszciplinaritás jellemzi. Fontosabb munkái: a törökkel való kiegyezés lehetőségének historiográfiai illúziójával leszámoló és az oszmánok európai politikáját elemző monográfiái (Magyarország és a török hódítás. Budapest, 1991; The Unbearable Weight of Empire. The Ottomans and Central Europe – A Failed Attempt at Universal Monarchy (1390–1566). Budapest, 2015), valamint 2006-ban megvédett MTA doktori disszertációja (Vállalkozásra kényszerítve. Az oszmán pénzügyigazgatás és hatalmi elit változásai a 16–17. század fordulóján. [História könyvtár. Monográfiák, 21.] Budapest, 2006.), mely meggyőzően bizonyította, hogy azok a 16–17. század fordulója körüli változások az Oszmán Birodalom pénzügyi és igazgatási rendszerében, amelyeket a korábbi nemzetközi irodalom válságjelenségekként értékelt, valójában egy átfogó reformpolitika elemei voltak.
Nevéhez fűződik egy oszmán katonai intézmény felfedezése (The Way of a Seljuq Institution to Hungary: the cerehor. In: Acta Orientalia Academiae Scientiarum Hungaricae 38:3 [1984] 367–399.), az oszmán fejedelmi tükröket elemző írását pedig alapműként értékelik a nemzetközi szakirodalomban (State and Society, Crisis and Reform, in the 15th–17th Century Ottoman Mirror for Princes. In: Acta Orientalia Academiae Scientiarum Hungaricae 40:2–3 [1986] 217–240.). Tudományos teljesítményét nemcsak a hazai, de a nemzetközi szakmai közvélemény is elismeri: ez utóbbit jelzi a több mint 1000 tételt számláló hivatkozási listáján belül a külföldi hivatkozások szembetűnően magas aránya, kiterjedt szerkesztői munkássága nemzetközi szakmai folyóiratokban, meghívása a The Cambridge History of Turkey szerzőgárdájába (Ottoman Warfare, 1300–1453. In: The Cambridge History of Turkey. Volume I. Byzantium to Turkey, 1071–1453. Ed. by Kate Fleet. Cambridge, 2009, 192–226.), valamint jelentős számú nemzetközi publikációja, amelyek közül kiemelésre méltó válogatott tanulmányainak törökországi kiadása (In Quest of the Golden Apple. Imperial Ideology, Politics, and Military Administration in the Ottoman Empire. [Analecta Isisiana, 45.] Istanbul, Isis, 2000, 304 old.). A tudományos munka mellett tevékeny szerepet vállal a szakmai közélet különböző testületeiben. Munkásságát több szakmai és állami díjjal, kitüntetéssel ismerték el.

## Fő művei
- Magyarország és a török hódítás. Argumentum, Bp., 1991. 181.
- In Quest of the Golden Apple. Imperial Ideology, Politics, and Military Administration in the Ottoman Empire. Isis, Istanbul, 2000. 304. [Analecta Isisiana, 45.]
- Ottomans, Hungarians, and Habsburgs in Central Europe. The Military Confines in the Era of Ottoman Conquest. Ed. by Géza Dávid and Pál Fodor. Brill, Leiden, Boston, Köln, 2000. XXVII + 335. [The Ottoman Empire and Its Heritage. Politics, Society and Economy. Ed. by Suraiya Faroqhi and Halil İnalcık. Vol. 20.]
- A szultán és az aranyalma. Tanulmányok az oszmán-török történelemről. Balassi, Bp., 2001. 405.
- „Az ország ügye mindenek előtt való”. A szultáni tanács Magyarországra vonatkozó rendeletei (1544–1545, 1552). MTA Történettudományi Intézete, Bp., 2005. LXXXI + 757. [História könyvtár. Okmánytárak, 1.] [Társszerző: Dávid Géza]
- Vállalkozásra kényszerítve. Az oszmán pénzügyigazgatás és hatalmi elit változásai a 16–17. század fordulóján. MTA Történettudományi Intézete–Magyar–Török Baráti Társaság, Bp., 2006. 371. [História könyvtár. Monográfiák, 21.]
- „Ez az ügy fölöttébb fontos”. A szultáni tanács Magyarországra vonatkozó rendeletei (1559–1560, 1564–1565). MTA Történettudományi Intézete, Bp., 2009. XV + 383. [História könyvtár. Okmánytárak, 6.] [Társszerző: Dávid Géza]
- More modoque. Die Wurzeln der europäischen Kultur und deren Rezeption im Orient und Okzident. Festschrift für Miklós Maróth zum siebzigsten Geburtstag; szerk. Fodor Pál et al.; Forschungszentrum für Humanwissenschaften der Ungarischen Akademie der Wissenschaften, Bp., 2013
- Vámbéry Ármin, 1832–1913. Tanulmányok Vámbéry Ármin halálának 100. évfordulóján. Szerk. Hazai György–Fodor Pál; Akaprint, Bp., 2013
- Szülejmán Szultántól Jókai Mórig. Tanulmányok az oszmán–török hatalom szerkezetéről és a magyar–török érintkezésekről. (Magyar történelmi emlékek. Értekezések.) MTA BTK, Bp., 2014
- The Unbearable Weight of Empire. The Ottomans in Central Europe – A Failed Attempt at Universal Monarchy (1390–1566). RCH HAS, Bp., 2015
- A horvát-magyar együttélés fordulópontjai, Intézmények, társadalom, gazdaság, kultúra / Prekretnice u suživotu Hrvata i Mađara. Ustanove, društvo, gospodarstvo i kultura. Főszerk. Fodor Pál–Sokcsevits Dénes. Szerk. Jasna Turkalj–Damin Karbić. MTA BTK Történettudományi Intézet–Horvát Történettudományi Intézet, Bp.–Zagreb, 2015 (Magyar történelmi emlékek. Értekezések)
- İmparatorluk Olmanın Dayanılmaz Ağırlıgı. YeditepeYayınevi, Istanbul, 2016
- Egy elfeledett ostrom emlékezete: Szigetvár, 1556. Összeáll. és a jegyz. készítette: Kasza Péter. Szerk. Fodor Pál. MTA BTK, Bp., 2016
- Nadludzki ciężar Imperium Osmanie w Europie Środkowej – nieudana próba stworzenia monarchii. Napoleon V, Warszawa, 2017
- Szulejmán szultán Szigetváron. A szigetvári kutatások 2013–2016 között. Szerk. Fodor Pál–Pap Norbert. Pannon Castrum Kft., Pécs, 2017
- Több mint egy csata: Mohács. Az 1526. évi ütközet a magyar tudományos és kulturális emlékezetben; szerk. Fodor Pál, Varga Szabolcs, Szőts Zoltán Oszkár; MTA BTK, Bp., 2019 (Mohács, 1526–2026)
- Új korszak határán. Az európai államok hadügye és hadseregei a mohácsi csata korában; szerk. B. Szabó János, Fodor Pál; MTA BTK, Bp., 2019 (Mohács, 1526–2026)

## Kitüntetései
- A Pro Renovanda Cultura Hungariae Alapítvány Deák Ferenc kutatói díja (2001)
- Akadémiai Díj (2004)
- A Magyar Köztársasági Érdemrend tisztikeresztje (2011)
- A Magyar Érdemrend középkeresztje (2016)
- Széchenyi-díj (2019)